# Nevado Mismi

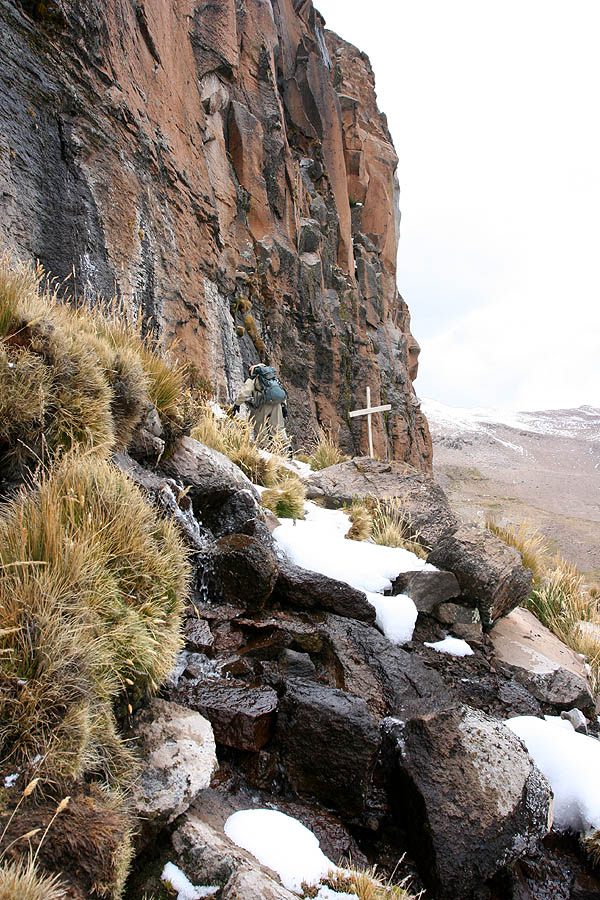
Nevado Mismi

El Nevado Mismi és una muntanya volcànica andina de 5.597 metres d'altitud al departament d'Arequipa del Perú. El Nevado Mismi és a uns 160 km a l'oest del llac Titicaca i a 700 km al sud-est de Lima, a la regió d'Arequipa. És un dels punts més alts del Canó Colca hi té diverses glaceres al seu cim. Una petita glacera del Nevado Mismi s'ha identificat, l'any 1996, com la font més allunyada (naixement) del riu Amazones; això es va confirmar l'any 2001 i una vegada més el 2007.
Les aigües del Nevado Mismi flueixen dins les Quebradas Carhuasanta i Apacheta, el qual va a parar al riu Apurímac que és afluent del riu Ucayali que més tard s'ajunta al riu Marañón per formar el riu Amazones pròpiament dit.

## Expedició de Cousteau
El 1982 Jean-Michel Cousteau va portar a terme una expedició científica a gran escala d'exploració de l'Amazones des de la seva desembocadura al seu origen es va retransmetre per televisió, durava sis hores, l'any 1983.
Tradicionalment els exploradors i geògrafs definien l'origen d'un riu rastrejant els afluents més llargs fins a arribar al torrent de la capçalera un volum d'aigua que pot canviar molt segons els mesos. En el sistema complex de la conca del riu Amazones hi havia dotzenes de torrents cartografiats que eren candidats a ser l'origen del riu sense un possible consens.
Jean-Michel Cousteau va fer servir un equip internacional d'especialistes i va recórrer gran part de la jungla. A la muntanya del nevado Mismi alpinistes alemanys la van escalar i van trobar que es fonia aigua de les seves glaceres que va resultar ser l'origen del riu Amazones.

## Expedició de la National Geographic Society
El 2001, una expedició de la National Geographic Society descobrí que el torrent Carhuasanta fluint cap al riu Apurímac era l'origen del riu Amazones. Tal cosa es va ratificar per part de científics brasilers el 2007.